# Kärnenergi

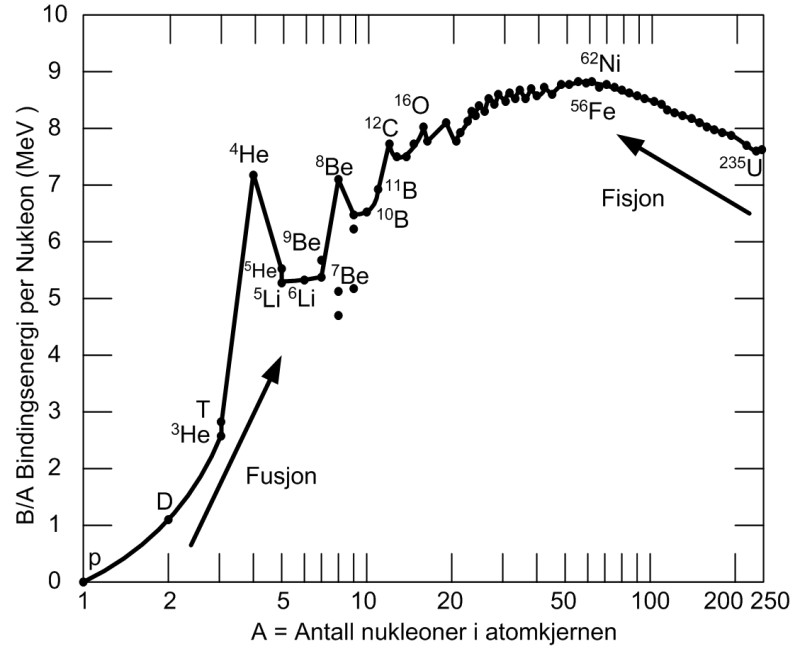
Bindningsenergi per nukleon i MeVför vanliga nuklider som funktion av masstal. Av diagrammet framgår att gränsen för ett positivt nettoutbyte av energi mellan fusion och fission går vid järn (Fe).

Med kärnenergi eller nukleär energi avses den bindningsenergi som håller atomkärnorna samman. 
Denna energi kan frigöras genom tre exoenergetiska (eller exoterma) processer:
- Radioaktivt sönderfall, där en neutron eller proton i en radioaktiv kärna omvandlas till en proton respektive neutron, varvid en neutrino, elektromagnetisk strålning, samt vanligen en varvid även en elektron eller positron uppstår.
- Fusion, sammanslagning, där två atomkärnor smälter samman till en tyngre kärna.
- Fission, klyvning av en tung kärna i två (eller mer sällan tre) lättare kärnor.

Kärnenergin bidrar till atomkärnornas massa. Omvandlingen kärnmassa till fri energi sker enligt den berömda E = mc2 formeln, här skriven som ΔE = Δmc2, där ΔE = frigjord energi, Δm = masskillnaden, och c = ljushastigheten i vakuum (en fysikalisk konstant). Kärnenergi upptäcktes först av den franske fysikern Henri Becquerel år 1896, då han fann att fotografiska plåtar, som hade förvarats mörkt nära uran blev svärtade som röntgenplåtar, vilket helt nyligen hade upptäckts 1895.

## Fission
Fission innebär klyvning av tunga atomkärnor som till exempel uran-, torium- eller plutoniumisotoper. Fission kan uppstå spontant, eller induceras genom att atomkärnan upptar en neutron eller någon annan partikel. Vid spontan kärnklyvning har sönderfallsprodukterna totalt en lägre vilomassa än ursprungskärnan. Överskottet övergår till fri energi. Atomkärnor som kan klyvas kallas fissionabla. Atomkärnor som dessutom kan upprätthålla en nukleär kedjereaktion (kriticitet) kallas fissila. Atomkärnor som kan bli fissila genom neutronabsorption kallas fertila. 
Då en fissil atomkärna träffas av en neutron och klyvs sänder den också ut nya neutroner, i genomsnitt någonstans mellan 2 och 3. Dessa kan klyva ytterligare atomkärnor och på så sätt skapa en kedjereaktion. Ett system innehållande fissila atomer i en sådan konfiguration att en kedjereaktion kan skapas, upprätthållas och kontrolleras benämns kärnreaktor eller bara reaktor. För att kontrollera eller stoppa kedjereaktionen i en reaktor använder man någon neutronabsorbator (vanligen bor, kadmium eller hafnium) till exempel i så kallade styrstavar.
Neutronernas hastighet bestämmer deras rörelseenergi och deras förmåga att klyva olika typer av atomkärnor. Med några få undantag använder de kraftproducerande reaktorerna i världen så kallad termiska neutroner (med energier omkring 0,025 eV) för att klyva bränslets atomkärnor. De neutroner som sänds ut vid fissionen är dock i genomsnitt mycket snabbare och måste bromsas in. Denna inbromsning åstadkoms genom att låta neutronerna krocka med andra atomer i ett så kallat moderatormaterial och därmed ge ifrån sig en del av sin rörelseenergi. Bra moderatorer är i första hand de atomer med kärnor som är ungefär lika stora som en neutron, som till exempel väte eller dess isotop deuterium (som ger tungt vatten i förening med syre). Kol är dock också en god moderator.
En annan tillämpning av fission är i så kallade konventionella atomvapen. I detta fall är en dämpad kedjereaktion inte ett problem, utan själva förutsättningen för verkan. Problemet är i stället att undvika att den odämpade kedjereaktionen startar för tidigt. Detta görs genom att bränslet placeras tillräckligt utspritt, så att en kritisk massa inte kan uppnås. När bomben skall utlösas, pressas bränslet hastigt ihop av en konventionell sprängladdning.

## Fusion
I fusion slås lätta atomkärnor ihop och bildar en tyngre. Exempelvis kan kärnor av väteisotoperna deuterium (D) och tritium (T) slås ihop och bilda heliumkärnor samt neutroner. Om de ursprungliga kärnorna som slås ihop är tillräckligt lätta, så är oftast deras sammantagna vilomassa större än vilomassan för den hopslagna kärnan. Överskottsmassan övergår i fri energi.
Då de båda atomkärnorna är positivt laddade måste man vid en fusionsreaktion övervinna coulombkraften så att den starka kärnkraften kan ta över på kortare avstånd. Detta kräver högt tryck och hög temperatur. Vid dessa förutsättningar har atomkärnor och deras elektroner separerats och materien bildar ett plasma. För att behålla den höga temperaturen och trycket under reaktionen måste plasmat hållas ihop av någon yttre kraft, inneslutas. Detta åstadkoms naturligt i stjärnors inre med hjälp av den starka gravitation som råder där. I konstgjord fusion på jorden hålls plasman istället ihop av intensiva laserpulser (inertiell inneslutning) eller starka magnetfält (magnetisk inneslutning).
Fusion har än så länge inte kunnat användas för kommersiell elproduktion. Detta beror i första hand på svårigheten i att innesluta plasmat under kontrollerade former under så lång tid att betydande mängder fusionsenergi kan frigöras. Fusionsanläggningar som bygger på magnetisk inneslutning har antagligen kommit längst i denna strävan, till exempel JET i England och Tore supra i Cadarache Frankrike. I Cadarache kommer också fusionsexperimentet ITER att byggas upp.
Magnetisk inneslutning kräver generering av magnetfält med hjälp av starka elektriska strömmar i supraledare. Dessa måste kylas till mycket låga temperaturer. Då plasmat samtidigt är extremt varmt kommer en sådan fusionsreaktor därför att ha mycket stora inbyggda temperaturgradienter vilket ställer extremt höga krav på konstruktionsmaterialen.
Däremot har man kunnat konstruera mycket kraftfulla vapen som bygger på fusion. De kallas i allmänhet vätebomber, därför att de lätta atomkärnor som används normalt är väteisotoper. I detta fall behöver inte plasmat hålla ihop en längre tid än vad som behövs för att fusionen skall fullbordas.